# Trichopterigia miantosticta
Trichopterigia miantosticta là một loài bướm đêm trong họ Geometridae.